# Duttaphrynus crocus
Duttaphrynus crocus – gatunek płaza bezogonowego z rodziny ropuchowatych. Został opisany w 2003 roku pod nazwą Bufo crocus.

## Występowanie
Występuje on w Mjanmie, na zachodzie tego kraju niedaleko wybrzeża. Znane są dwa miejsca, w których go spotykano, położone w stanie Rakhine w pobliżu miast Gwa i Taung Gok.
Gatunek preferuje niziny, nie zapuszcza się wyżej niż 300 metrów nad poziomem morza.
Zamieszkiwane przez niego siedlisko to nizinne pierwotne lasy zimozielone.

## Rozmnażanie
Przebiega z udziałem larwy, czyli kijanki, rozwijającej się w środowisku wodnym.

## Status
Międzynarodowa Unia Ochrony Przyrody (IUCN) od 2023 roku uznaje Duttaphrynus crocus za gatunek narażony (VU, ang. Vulnerable), wcześniej klasyfikowała go jako gatunek niedostatecznie rozpoznany (DD, Data Deficient).
Chociaż zwierzę zdawało się liczne w i tak ograniczonym zasięgu swego występowania, nie można wykluczyć, że było to tylko zjawisko sezonowe.
Przypuszcza się, że trend liczebności populacji jest spadkowy ze względu na wylesianie pod budowę drogi w południowej części zasięgu występowania oraz pozyskiwanie drewna.